# Refracció atmosfèrica

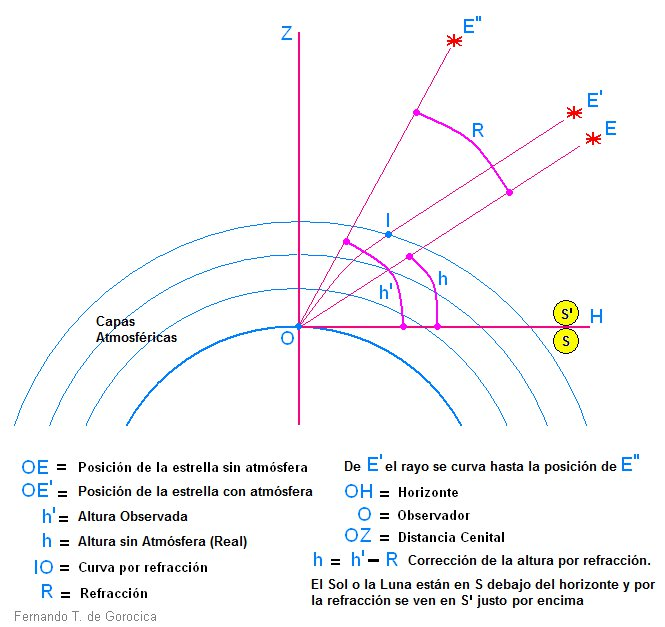
Diagrama que mostra el desplaçament de la imatge del Sol a l'alba o al vespre. Quan el limbe inferior del Sol (*) toca l'horitzó del mar realment ja no hi és. El que estem veient és la seva imatge refractada a S', i l'estrella ja està completament sota el nostre horitzó, a S.

La refracció atmosfèrica és la desviació de la llum o una altra ona electromagnètica d'una línia recta a mesura que travessa l'atmosfera a causa de la variació en la densitat de l'aire en funció de l'alçada. Aquesta refracció és perquè la velocitat de la llum a través de l'aire disminueix (l'índex de refracció augmenta) amb l'augment de la densitat. La refracció atmosfèrica prop del sòl produeix miratges. Aquesta refracció també pot pujar o baixar, o estirar o escurçar, les imatges d'objectes distants sense involucrar miratges. L'aire turbulent pot fer que els objectes distants semblin centellejar o brillar. El terme també s'aplica a la refracció del so. La refracció atmosfèrica es considera en mesurar la posició dels objectes celestes i terrestres.
La refracció astronòmica o celeste fa que els objectes astronòmics semblin més alts sobre l'horitzó del que realment hi són. La refracció terrestre generalment fa que els objectes terrestres semblin més alts del que realment són, encara que a la tarda, quan l'aire prop del terra s'escalfa, els raigs poden corbar cap amunt fent que els objectes semblin més baixos del que realment estan .
Hi ha moltes maneres d'esbrinar la refracció atmosfèrica o astronòmica, la més indicada en astronomia resulta de la comparació entre l'alçada real (sense considerar l'atmosfera) d'un astre i l'aparent (considerant atmosfera). A aquesta diferència d'alçades la denominarem R i la seva unitat de mesura serà la mateixa que la d'un angle, a causa de la seva petita escala s'empra sovint segons sexagesimals . L'efecte de la refracció R sobre l'alçada d'un astre fa que l'alçada aparent sigui més gran que la real, eleva a l'astre, de manera que es donarà la relació: h real = h aparent - R
Aquest fenomen fa que el Sol, la Lluna i les estrelles es vegin sempre per sobre de la seva posició real i per això s'anomena en astronomia la posició dels astres posició aparent (modificada per la refracció) o posició real (considerant que no n'hi ha atmosfera). Per exemple: un eclipsi selenelion, un fals clarejar i un fals capvespre .
La refracció no només afecta els raigs de llum visible, sinó tota la radiació electromagnètica, encara que en major o menor grau. Per exemple, a l'espectre visible, el blau es veu més afectat que el vermell. Això pot fer que els objectes astronòmics apareguin dispersos en un espectre en imatges d'alta resolució.

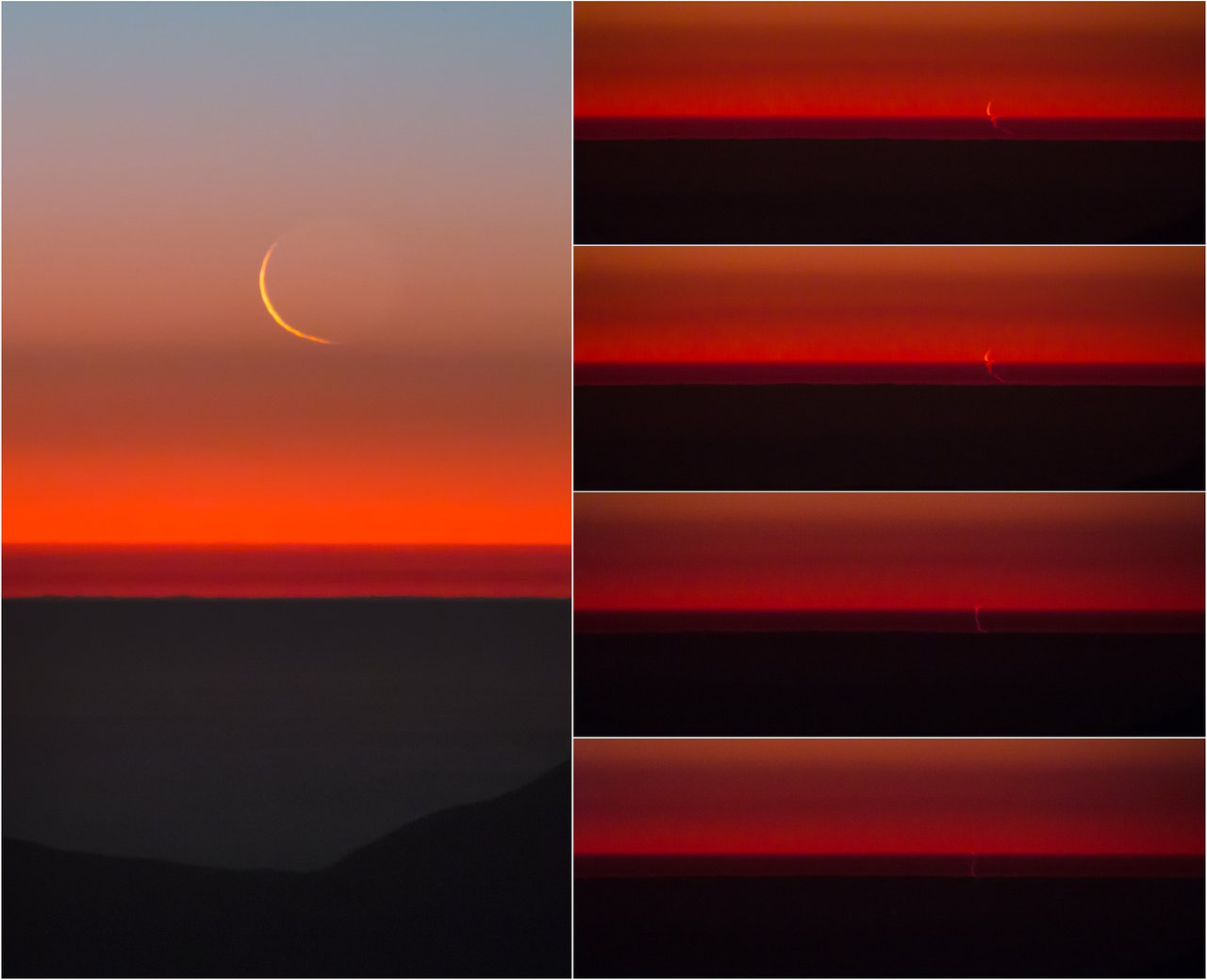
L'atmosfera refracta la imatge d'una lluna creixent quan es posa a l'horitzó.

Sempre que sigui possible, els astrònoms programaran les seves observacions al voltant dels moments de culminació, quan els objectes celestes estan més alts al cel. Així mateix, els navegants no apunten amb un sextant una estrella per sota dels 20° sobre l'horitzó. Si no es poden evitar les observacions dobjectes a prop de lhoritzó, és possible equipar un telescopi òptic amb sistemes de control per compensar el canvi causat per la refracció. Si la dispersió també és un problema (en el cas d'observacions d'alta resolució de banda ampla), també es poden fer servir correctors de refracció atmosfèrica (fets de parells de prismes de vidre giratoris).
Atès que la quantitat de refracció atmosfèrica és una funció de la taxa de lapse adiabàtic, la temperatura, la pressió i la humitat (la quantitat de vapor d'aigua, que és especialment important en les longituds d'ona infraroja mitjana), la quantitat d'esforç necessari per a una compensació reeixida pot ser prohibitiva. Els topògrafs, per altra banda, solen programar les seves observacions a la tarda, quan la magnitud de la refracció és mínima.
La refracció atmosfèrica es torna més severa quan els gradients de temperatura són forts, i la refracció no és uniforme quan l'atmosfera és heterogènia, com quan passa turbulència a l'aire. Això provoca condicions de visió subòptimes, com el centelleig de les estrelles i diverses deformacions de la forma aparent del Sol poc abans de la posta del sol o després de la sortida del sol.

## Refracció astronòmica

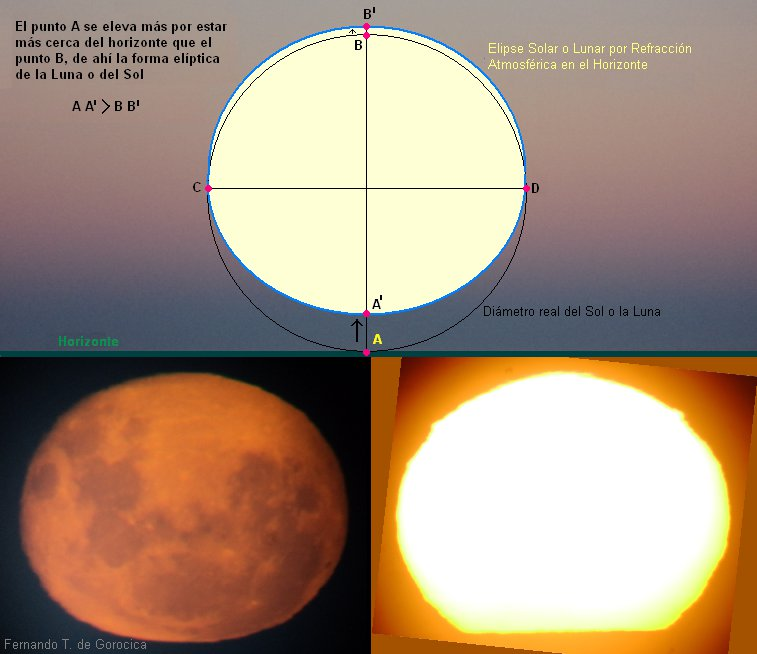
La refracció atmosfèrica distorsiona el disc solar i lunar en una forma desigual a mesura que es posa a l'horitzó inferior.

Timelapse d'imatges de la Lluna distorsionada gradualment per l'atmosfera preses de l'Expedició 15 a l'Estació Espacial Internacional per Clayton Anderson.

La refracció astronòmica s'ocupa de la posició angular dels cossos celestes, la seva aparença com a font puntual i, a través de la refracció diferencial, la forma de cossos estesos com el Sol i la Lluna.
La refracció atmosfèrica de la llum d'una estrella és zero al zenit, menys d'1 ′ (un minut d'arc ) a 45° d'altitud aparent, i encara només 5,3 ′ a 10° d'altitud; augmenta ràpidament a mesura que l'altitud disminueix, aconseguint 9,9' a 5° d'altitud, 18,4' a 2° d'altitud i 35,4' a l'horitzó; tots els valors són per a 10 °C i 1013,25 hPa a la part visible de l'espectre.
A l'horitzó, la refracció és lleugerament més gran que el diàmetre aparent del Sol, de manera que quan la part inferior del disc solar sembla tocar l'horitzó, l'altitud real del Sol és negativa. Si l'atmosfera desaparegués sobtadament en aquest moment, no es podria veure el sol, ja que estaria completament sota l'horitzó. Per convenció, la sortida i la posta del sol fan referència als moments en què l'extremitat superior del Sol apareix o desapareix de l'horitzó i el valor estàndard de l'altitud real del Sol és −50': −34' per a la refracció i −16' per a la reflexió del semidiàmetre del Sol. L'altitud d'un cos celeste normalment es dona pel centre del disc del cos. En el cas de la Lluna, es necessiten correccions addicionals per al paral·laxi horitzontal de la Lluna i el seu semidiàmetre aparent; tots dos varien amb la distància Terra-Luna.
La refracció a prop de l'horitzó és molt variable, principalment a causa de la variabilitat del gradient de temperatura a prop de la superfície de la Terra i la sensibilitat geomètrica dels raigs gairebé horitzontals a aquesta variabilitat. Ja en 1830, Friedrich Bessel va descobrir que fins i tot després d'aplicar totes les correccions de temperatura i pressió (però no per al gradient de temperatura) a l'observador, els mesuraments de refracció altament precises variaven en ±0,19 ′ a dos graus sobre el horitzó i en ±0.50 ′ a mig grau sobre l'horitzó. Per sota de l'horitzó s'han observat valors de refracció significativament més alts que el valor nominal de 35,4' en una àmplia gamma de climes. Georg Constantin Bouris va mesurar una refracció de fins a 4° per a les estrelles a l'horitzó a l' Observatori d'Atenes i, durant la seva desafortunada expedició Endurance, Ernest Shackleton va registrar una refracció de 2°37 & #x2032; :
“El sol que havia fet 'positivament la seva última aparició' set dies abans ens va sorprendre en aixecar més de la meitat del disc sobre l'horitzó el 8 de maig. Una resplendor a l'horitzó nord es va convertir en el sol a les 11 am d'aquell dia. Un quart d'hora després, el visitant irraonable va tornar a desaparèixer, només per aixecar-se novament a les 11:40, posar-se a la 1:00 pm, aixecar-se a les 1:10 pm i posar-se lentament a les 1:20 pm Aquests curiosos fenòmens es devien a la refracció que pujava a 2° 37' a les 13:20 hores. La temperatura estava 15° per sota de 0° F., i calculem que la refracció estava 2° per sobre del normal”.
Les variacions diàries en el clima afectaran les hores exactes de la sortida i la posta del sol, així com la sortida i la posta de la lluna i, per aquesta raó, generalment no té sentit donar la sortida i la posta amb major precisió. que el minut més proper. Els càlculs més precisos poden ser útils per determinar els canvis diaris en els temps de pujada i posada que ocorrerien amb el valor estàndard de refracció  si s'entén que els canvis reals poden diferir a causa de variacions impredictibles en la refracció.
Com que la refracció atmosfèrica és nominalment 34 & #x2032; a l'horitzó, però només 29 & #x2032; a 0,5 ° per sobre d'ell, el sol ponent o naixent sembla aplanar-se uns 5 & #x2032; (al voltant de 1/6 del seu diàmetre aparent).

### Càlcul de la refracció

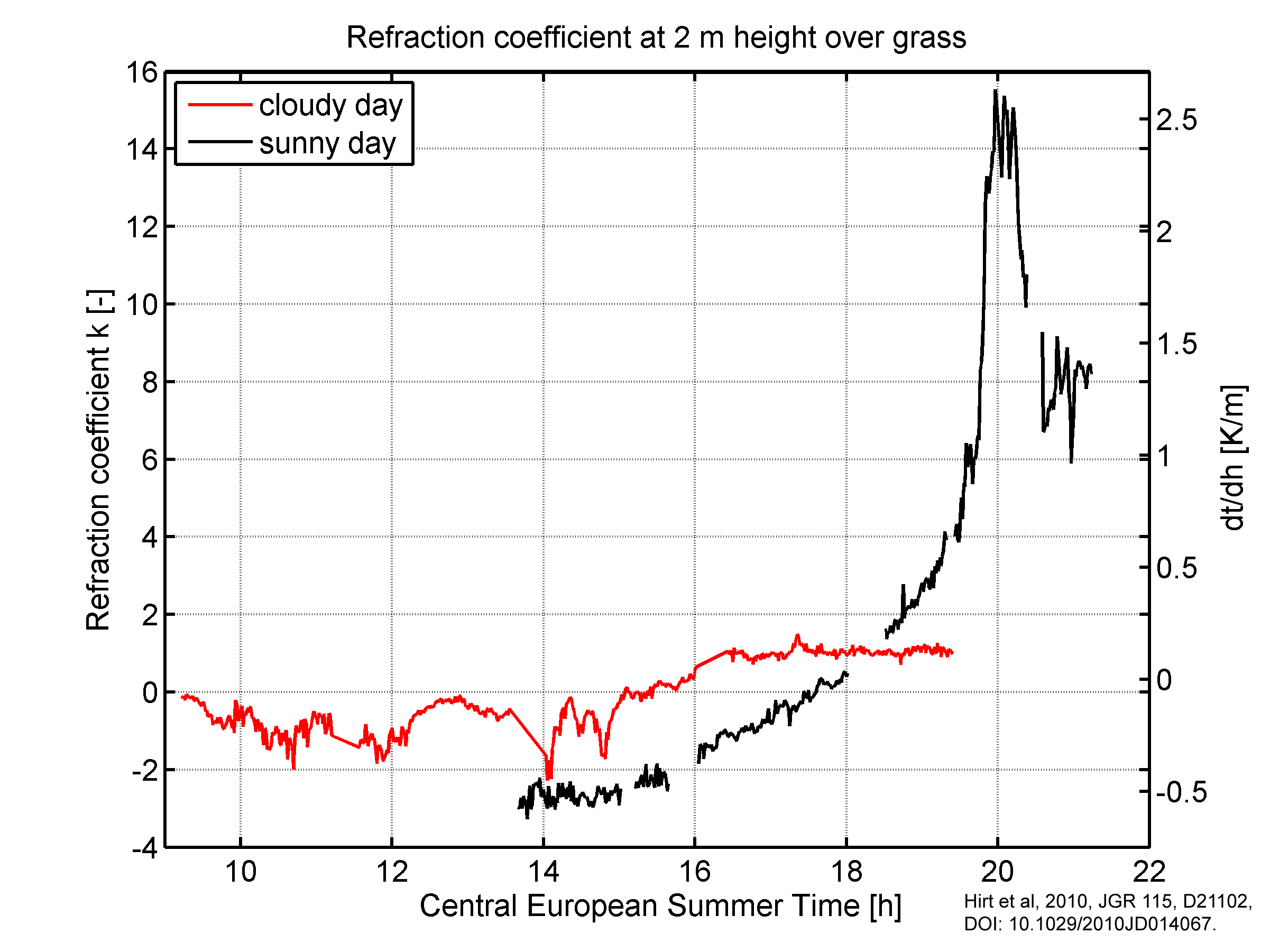
Coeficient de refracció a la baixa atmosfera.

Young va distingir diverses regions en què s'aplicaven diferents mètodes per calcular la refracció astronòmica. A la porció superior del cel, amb una distància zenital de menys de 70° (o una altitud superior a 20°), diverses fórmules de refracció simples basades en l'índex de refracció (i per tant en la temperatura, pressió i humitat) a l'observador són adequats. Entre 20° i 5° de l'horitzó el gradient de temperatura es converteix en el factor dominant i la integració numèrica, usant un mètode com el d'Auer i Standish i emprant el gradient de temperatura de l'atmosfera estàndard i les condicions mesurades en l'observador, cal. Més a prop de l'horitzó, els mesuraments reals dels canvis amb l'alçada del gradient de temperatura local s'han de fer servir en la integració numèrica. Per sota de l'horitzó astronòmic, la refracció és tan variable que només es poden fer estimacions aproximades de la refracció astronòmica; per exemple, l'hora observada de l'alba o del vespre pot variar uns quants minuts d'un dia a l'altre. Com assenyala The Nautical Almanac, "els valors reals de... la refracció a baixes altituds poden, en condicions atmosfèriques extremes, diferir considerablement dels valors mitjans utilitzats a les taules".

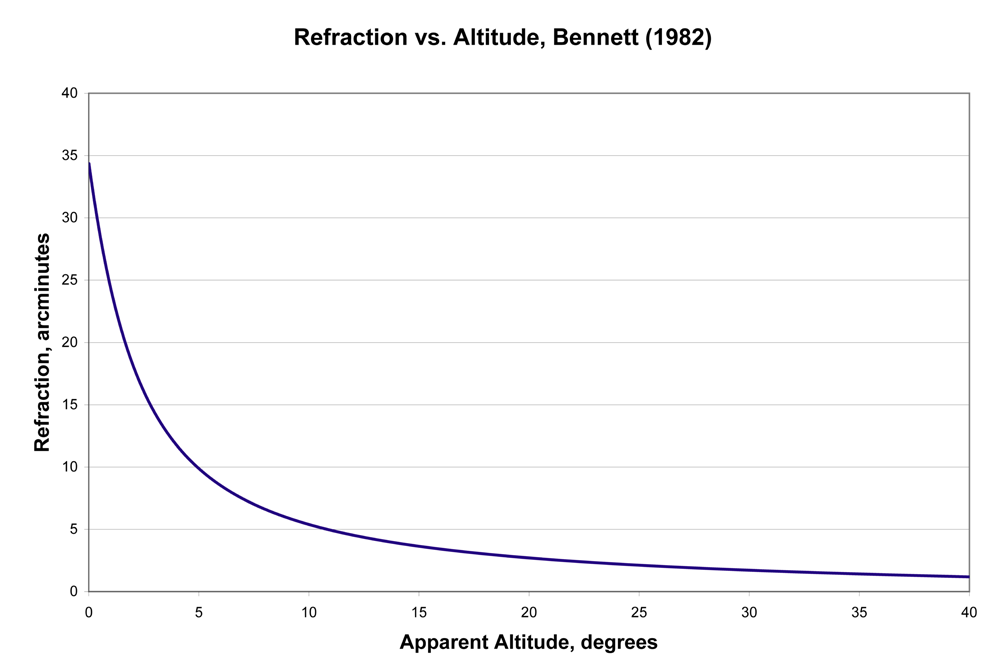
Gràfic de refracció davant d'altitud utilitzant la fórmula de Bennett de 1982.

S'han desenvolupat moltes fórmules diferents per calcular la refracció astronòmica; són raonablement consistents, es diferencien entre si per uns pocs minuts d'arc a l'horitzó i es tornen cada cop més consistents a mesura que s'acosten al zenit. Les formulacions més simples implicaven només la temperatura i la pressió a l'observador, les potències de la cotangent de l'altitud aparent del cos astronòmic i, en termes d'ordre superior, l'alçada d'una atmosfera homogènia fictícia. La versió més simple d'aquesta fórmula, que Smart va sostenir que només cal dins dels 45° del zenit, és: 
{\displaystyle R=(n_{0}-1)\cot h_{\mathrm {a} }\,,}
on R és la refracció en radians, n 0 és l'índex de refracció a l'observador (que depèn de la temperatura, la pressió i la humitat) i h a és l'angle d'altitud aparent del cos astronòmic.
George Comstock va desenvolupar una primera aproximació simple d'aquesta manera, que incorporava directament la temperatura i la pressió a l'observador: 
{\displaystyle R={\frac {21.5b}{273+t}}\cot h_{\mathrm {a} }\,,}
on R és la refracció en segons d'arc, b és la pressió atmosfèrica en mil·límetres de mercuri i t és la temperatura a Celsius. Comstock va considerar que aquesta fórmula donava resultats dins d'un segon d'arc dels valors de Bessel per a la refracció des de 15° sobre l'horitzó fins al zenit.
Una expansió addicional en termes de la tercera potència de la cotangent de l'altitud aparent incorpora H 0, l'alçada de l'atmosfera homogènia, a més de les condicions habituals a l'observador: 
{\displaystyle R=(n_{0}-1)(1-H_{0})\cot h_{\mathrm {a} }-(n_{0}-1)[H_{0}-{\frac {1}{2}}(n_{0}-1)]\cot ^{3}h_{\mathrm {a} }.}
Una versió d'aquesta fórmula es fa servir als Estàndards d'Astronomia Fonamental de la Unió Astronòmica Internacional (UAI); una comparació de l'algorisme de la UAI amb procediments de traçat de raigs més rigorosos va indicar un acord dins dels 60 mil·lisegons d'arc a altituds superiors a 15°.

#### Fórmula de Bennett

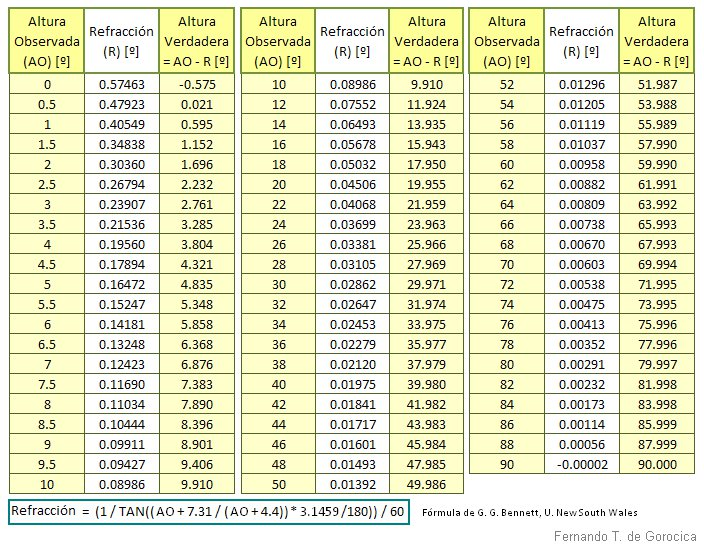
Taula que mostra l'Altura Observada (AO, o aparent), la Refracció Atmosfèrica corresponent i l'alçada veritable segons la fórmula de Bennett: R = (1/tan((AO+73.1/(AO+4.4))*3.1459/180))/60.

Bennett va desenvolupar una altra fórmula empírica simple per calcular la refracció a partir de l'altitud aparent que dona la refracció R en minuts d'arc:
{\displaystyle R=\cot \left(h_{\mathrm {a} }+{\frac {7.31}{h_{\mathrm {a} }+4.4}}\right)\ ,}
o en cas que la funció trigonomètrica calculada sigui realment la tangent (cot = 1/tan):
{\displaystyle R={\frac {60''}{\tan {\left(h_{o}+{\frac {7,31}{h_{o}+4,4}}\right)}}}}
Una de les característiques principals d'aquesta fórmula és que es pot veure com decreix el valor de la refracció en funció de l'alçada. S'ha suposat a la fórmula que les condicions de pressió atmosfèrica i temperatura són els estàndards i que la longitud d'ona correspon a la més sensible per a l'ull humà.
Aquesta fórmula s'utilitza en el programari d'astrometria vectorial de l'Observatori Naval dels Estats Units, i s'informa que és consistent amb l'algorisme més complex de Garfinkel dins de 0.07' a tot el rang des del zenit fins al horitzó. Sæmundsson va desenvolupar una fórmula inversa per a determinar la refracció a partir de l'altitud real ; si h és l'altitud veritable en graus, la refracció R en minuts d'arc és donada per
{\displaystyle R=1.02\cot \left(h+{\frac {10.3}{h+5.11}}\right)\,;}
la fórmula és consistent amb la de Bennett dins de 0.1′. Les fórmules de Bennet i Sæmundsson suposen una pressió atmosfèrica de 101,0 kPa i una temperatura de 10 °C; per a diferents pressions P i temperatures T, la refracció calculada a partir d'aquestes fórmules es multiplica per 
{\displaystyle {\frac {P}{101}}\,{\frac {283}{273+T}}}
La refracció augmenta aproximadament un 1% per cada 0,9 augment de kPa a la pressió, i disminueix aproximadament un 1% per cada 0,9 Disminució de kPa a la pressió. De manera similar, la refracció augmenta aproximadament un 1% per cada 3 °C de disminució de la temperatura, i disminueix aproximadament un 1% per cada 3 °C daugment de la temperatura.

### Efectes de la refracció
La refracció atmosfèrica fa que el Sol, la Lluna i les estrelles es vegin sempre per sobre de la seva posició real i per això s'anomena en astronomia la posició dels astres posició aparent (modificada per la refracció) o posició real (considerant que no hi ha atmosfera). Per exemple: un eclipsi selenelion, un fals clarejar i un fals capvespre .

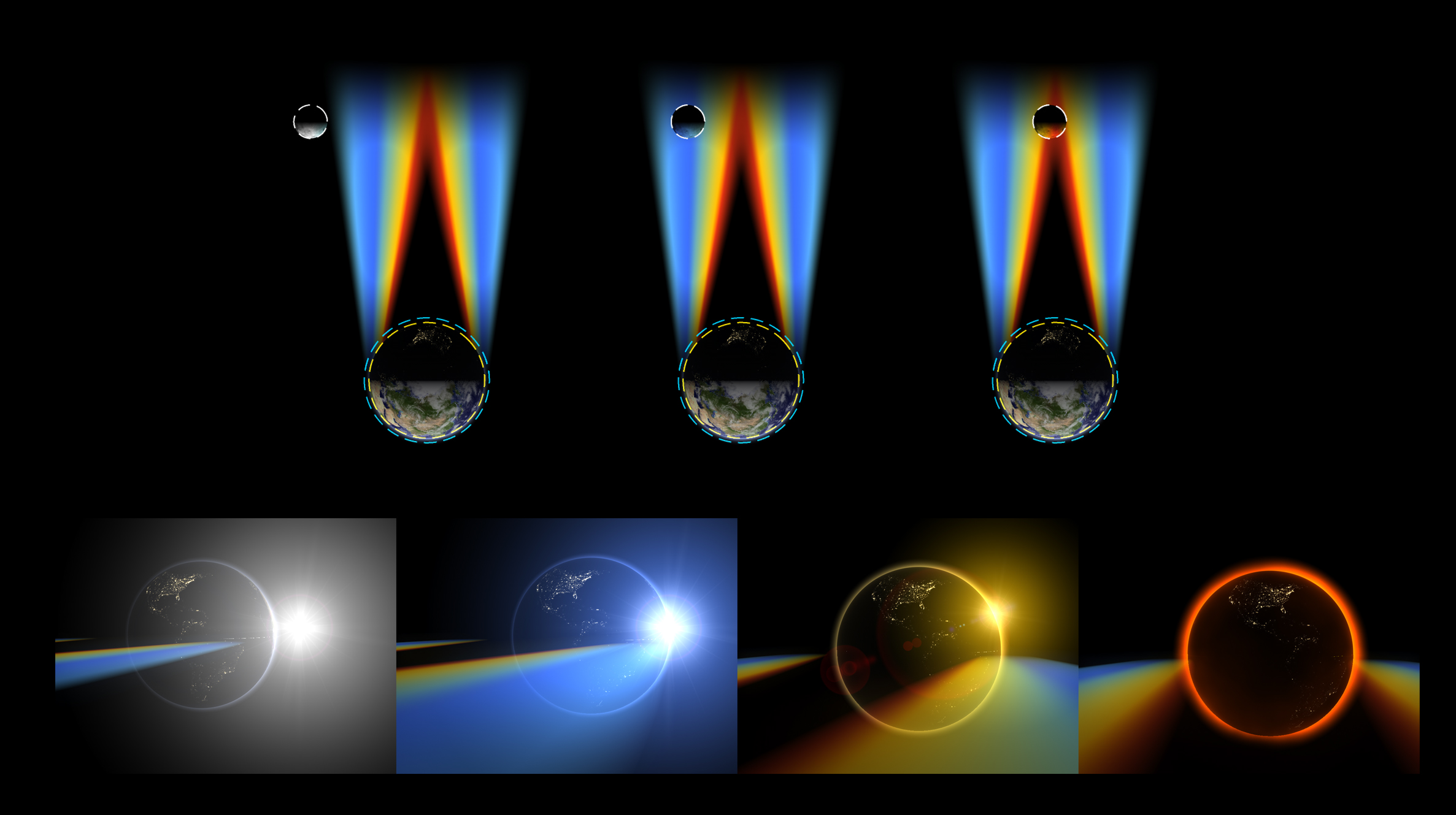
A causa de la refracció atmosfèrica, la Lluna s'envermelleix a mesura que és eclipsada per l' ombra de la Terra.

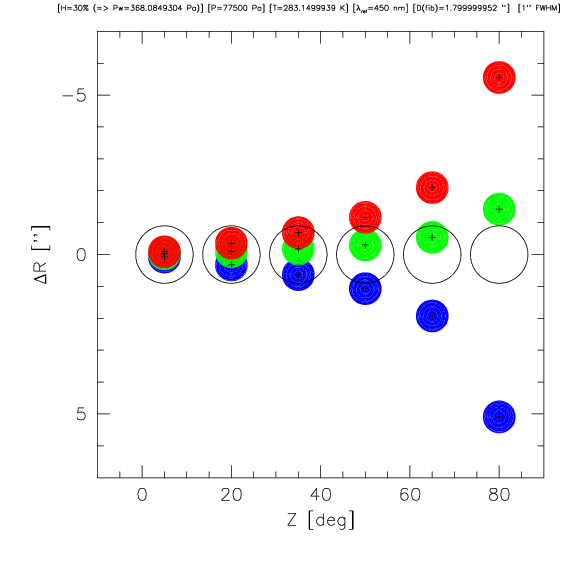
Dispersió atmosfèrica per al color blau, verd i vermell en diferents angles de telescopi.

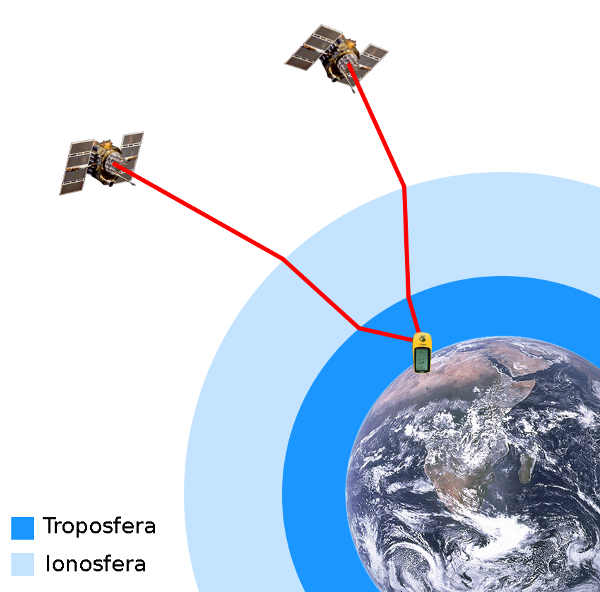
Efecte de l'atmosfera en la propagació del senyal GPS.

La dispersió atmosfèrica fa referència als diferents graus de refracció de la llum de diferents longituds d'ona. La llum blava es refracta més que la vermella, de manera que la vora superior dels objectes celestes observats s'alinea en blau, mentre que la vora inferior és vermella. Això causa el color vermellós a l'ocàs i els eclipsis lunars.
A una alçada astronòmica de 45°, la dispersió entre la llum blava i la vermella és superior a 1” i, per tant, limita el poder de resolució dels telescopis des d'una obertura d'aproximadament 100 mm. Aquest efecte es pot veure molt clarament a Venus, Mercuri o altres objectes brillants i baixos observats amb un augment relativament baix. És clarament perceptible en angles d'elevació inferiors a uns 20°.
Mentre un sol observi en un rang espectral de banda estreta, la dispersió atmosfèrica només juga un paper subordinat. Es pot corregir parcialment en càmeres de color electròniques amb un sensor de color RGB, així com en preses individuals amb filtres RGB superposant les 3 separacions de color per vermell, verd i blau lleugerament desplaçades segons la dispersió atmosfèrica per formar una imatge en color utilitzant un programari adequat.
Durant molt de temps, els grans telescopis professionals han tingut un corrector d'ajust variable a la trajectòria del feix, amb el qual es poden corregir els efectes de la dispersió atmosfèrica en funció de l'altitud i es pot mantenir la resolució del telescopi fins i tot quan es registra a tot el rang espectral accessible.
Des de fa un temps també hi ha correctors més o menys complexos per a telescopis d'aficionats, els anomenats “Compensadors de Dispersió Atmosfèrica” o “Atmospheric Dispersion Compensator” en anglès, abreujat ADC.
La ràdio-ocultació és un fenomen lligat a la refracció de les ones electromagnètiques d'un senyal GPS durant la seva trajectòria per la troposfera i la ionosfera. Per arreglar-ho, un GPS pot utilitzar dues freqüències separades per minimitzar l'error de velocitat de propagació.

La imatge animada de la superfície de la Lluna mostra els efectes de la turbulència atmosfèrica a la vista.

La turbulència en l'atmosfera de la Terra dispersa la llum de les estrelles, fent-les semblar més brillants i més febles en una escala de temps de mil·lisegons. Els components més lents d'aquestes fluctuacions són visibles com a parpelleig (també anomenat centelleig ).
La turbulència també provoca petits moviments esporàdics de la imatge de l'estrella i produeix ràpides distorsions a la seva estructura. Aquests efectes no són visibles a simple vista, però poden veure's fàcilment fins i tot amb telescopis petits. Pertorben les condicions d'observació astronòmica. Alguns telescopis fan servir òptica adaptativa per reduir aquest efecte.

## Refracció terrestre
La refracció terrestre, de vegades anomenada refracció geodèsica, s'ocupa de la posició angular aparent i la distància mesurada dels cossos terrestres. És d'especial interès per a la producció de mapes i aixecaments precisos. Atès que la línia de visió en la refracció terrestre passa prop de la superfície terrestre, la magnitud de la refracció depèn principalment del gradient de temperatura a prop del terra, que varia àmpliament en diferents moments del dia, estacions de l'any, la naturalesa del terreny, l'estat del clima i d'altres factors.
La refracció terrestre ocorre amb cada mesurament geodèsic a la superfície de la Terra i contraresta la curvatura de la Terra en aproximadament una setena part. Aquest factor s'anomena coeficient de refracció (símbol habitual k) i va ser determinat amb precisió per Carl Friedrich Gauss al voltant de 1826. A l'estudi topogràfic de l'Estat de Hannover, Gauss va rebre un valor mitjà del 13% de la curvatura de la terra (k = 0,14).
Com a aproximació genèrica, la refracció terrestre es considera com una curvatura constant del raig de llum o línia de visió, en què es pot considerar que el raig descriu una trajectòria circular. Una mesura usual de refracció és el coeficient de refracció. Malauradament, hi ha dues definicions diferents d'aquest coeficient. Una és la relació entre el radi de la Terra i el radi de la línia de visió, l'altre és la relació entre l'angle que la línia de visió subtendeix en el centre de la Terra i l'angle de refracció mesurat en l'observador. Atès que la darrera definició només mesura la curvatura del raig en un extrem de la línia de visió, de fet serà la meitat del valor de la definició anterior.
El coeficient de refracció està directament relacionat amb el gradient de temperatura vertical local i la temperatura i la pressió atmosfèriques. La versió més gran del coeficient k, que mesura la relació entre el radi de la Terra i el radi de la línia de visió, ve donada per:
{\displaystyle k=503{\frac {P}{T^{2}}}\left(0.0343+{\frac {dT}{dh}}\right)}
on la temperatura T es dona en º kelvin, la pressió P en mil·libars i l'altura h en metres. L'angle de refracció augmenta amb el coeficient de refracció i la longitud de la línia de visió.
Encara que la línia recta des del seu ull fins a una muntanya distant pot estar bloquejada per un turó més proper, el raig es pot corbar prou per fer visible el turó distant. Un mètode convenient per analitzar l'efecte de la refracció en la visibilitat és considerar un radi efectiu incrementat de la Terra R eff, donat per 
{\displaystyle R_{\text{eff}}={\frac {R}{1-k}}}
on R és el radi de la Terra i k és el coeficient de refracció. Segons aquest model, el raig es pot considerar una línia recta en una Terra de radi augmentat.
La curvatura del raig refractat en segons d'arc per metre es pot calcular usant la relació 
{\displaystyle {\frac {1}{\sigma }}=16.3{\frac {P}{T^{2}}}\left(0.0342+{\frac {dT}{dh}}\right)\cos \beta }
on 1/σ és la curvatura del raig en segons d'arc per metre, P és la pressió en mil·libars, T és la temperatura en º Kelvin i β és l'angle del raig amb l'horitzontal. Multiplicant la meitat de la curvatura per la longitud de la trajectòria del raig s'obté l'angle de refracció a l'observador. Per a una línia de visió a prop de l'horitzó, cosinus β difereix poc de la unitat i es pot ignorar. Això produeix
{\displaystyle \Omega =8.15{\frac {LP}{T^{2}}}\left(0.0342+{\frac {dT}{dh}}\right)}
on L és la longitud de la línia de visió en metres i Ω és la refracció a l'observador mesurada en segons d'arc.
Una aproximació simple és considerar que l'altitud aparent d'una muntanya a la vista (en graus) excedirà l'altitud real per la distància en quilòmetres dividida per 1500. Això suposa una línia de visió força horitzontal i una densitat d'aire ordinària; si la muntanya és molt alta (gran part de la línia de visió està a l'aire més prim), dividida per 1600 al seu lloc.